# Canarana arguta
Canarana arguta är en skalbaggsart som beskrevs av Martins och Maria Helena M. Galileo 2008. Canarana arguta ingår i släktet Canarana och familjen långhorningar. Inga underarter finns listade.